# Тараскін Павло Андрійович
Павло Андрійович Тараскін (18 серпня 1910 , Старочернєєвоd, Шацький повітd, Тамбовська губернія, Російська імперія  — 22 січня 1943 , Малин, Житомирська область ) — активний учасник партійного підпілля в Україні, секретар Малинського підпільного обкому КП(б) України в Житомирській області.

## Біографія
Народився 18 серпня 1910 року в селянській родині в селі Старочернєєво, тепер Шацький район, Рязанська область, Росія. 
Член ВКП(б) з 1939 року.
У Червоній Армії з 1928 року. У 1938 році П. А. Тараскіна переводять у війська Київського Особливого військового округу. Працював в політвідділі 87-ї стрілецької дивізії. Разом з цією дивізією в 1939–1940 роках брав участь у бойових діях під час фінляндської-радянського збройного конфлікту.
На початку німецько-радянської війни, старший лейтенант П. А. Тараскін перебував на службі в одному з укріпрайонов Західного фронту. Потрапив в оточення. Вирвавшись з полону, П. А. Тараскін повернувся в місто Малин, де жили батьки його дружини, і влаштувався на роботу на німецький радіовузол. Тут він створив підпільну організацію..
Щоб добути зброю, секретар підпільного райкому партії П. А. Тараскін послав на роботу в поліцію двох підпільників. Через деякий час вони потайки винесли зі складу поліції 30 гвинтівок, 6 ручних кулеметів, 4 ящика вибухівки та багато набоїв.
Навесні 1942 року Малинська підпільна організація налічувала в своїх лавах 40 осіб. У травні 1942 року райком створив підпільні групи в селах: Баранівка, Пиріжки та Головки, а в червні 1942 року була створена Малинська диверсійна група. У справах радіовузла П. А. Тараскін часто їздив і Житомир. Там він зустрівся з секретарем Житомирського підпільного обкому партії, після чого систематично підтримував постійний зв'язок з обкомом.
Малинський підпільний райком проводив велику агітаційно-масову роботу серед населення. Працюючи на радіостанції, П. А. Тараскін мав можливість систематично приймати і записувати зведення Радінформбюро, заклики партії й уряду. Потім підпільники розмножували їх від руки, частина передруковували на машинці і поширювали серед населення. Патріоти розповсюджували також листівки, одержувані з партизанських загонів.
22 січня 1943 року П. А. Тараскін, потрапивши у полон, був розстріляний. Підпільну організацію очолила комсомолка — Ніна Сосніна.
Похований в центральному парку міста Малина.
Указом Президії Верховної Ради СРСР від 8 травня 1965 року за особливі заслуги, мужність і героїзм, проявлені в боротьбі проти німецько-фашистських загарбників у період Великої Вітчизняної війни секретарю Малинського підпільного райкому Павлу Андрійовичу Тараскіну посмертно присвоєно звання  Героя Радянського Союзу.
1. ↑  Память народа — 2015.